# Hawryło Hołubek

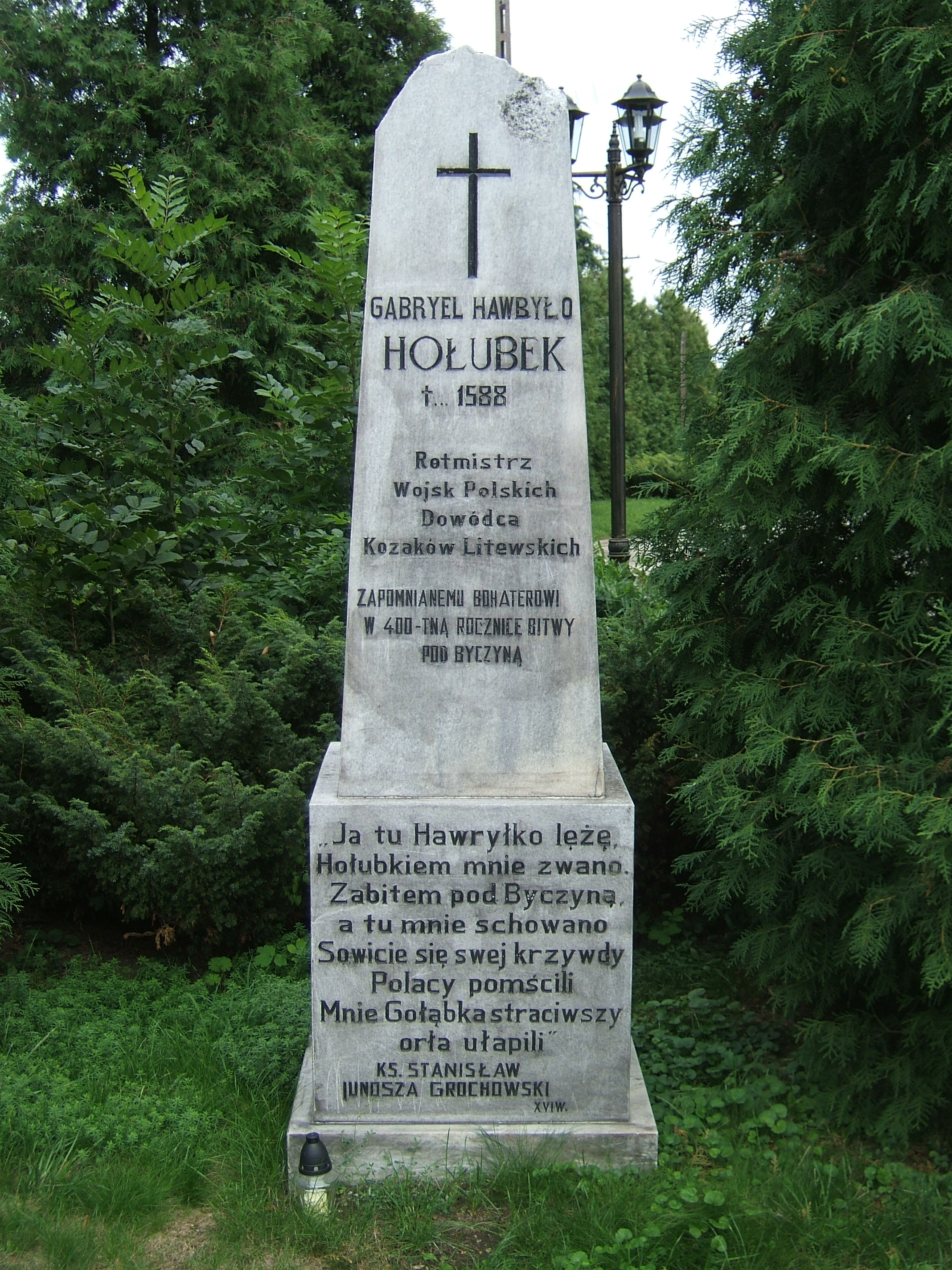
Obelisk – nagrobek Hawryły Hołubka we wsi Grębanin

Hawryło Hołubek, Gabriel Hołubek (ukr. Гаврило Голуб, Габриель Голубек; zm. 24 stycznia 1588 w Byczynie) – rotmistrz kozacki w służbie polskiej, nazywany: Drugi Słowieński Scewola, Kozak Sarmackiego pola, Hołub, Hołubok – poległ w bitwie pod Byczyną.

## Życiorys
W rejestrze 1578 roku nie był wymieniany. Jednak już w 1579 roku wziął udział w wojnie z Rosją w randze setnika. Brał udział w zdobyciu Połocka, potem wchodził w skład jego załogi, a następnie jego zagon wchodził w skład straży przedniej wojsk polskich. Wziął udział w szturmie Wielkich Łuków (1580), po czym został oddany pod komendę Filona Kmity, przemierzając szlak bojowy aż po oblężenie Pskowa.
Po zakończeniu wojny stacjonował w Mołdawii. Należał tam do stronników hetmana koronnego Jana Zamoyskiego w konflikcie ze Zborowskimi. Stąd też i w konflikcie z Maksymilianem Habsburgiem stanął po stronie hetmańskiej. W kampanii antyhabsburskiej 1587/88 był dowódcą załogi zamku w Rabsztynie. 
Kuszony przez arcyksięcia Maksymiliana obietnicami licznych korzyści w zamian za przejście na jego stronę, oświadczył:

Więcej zdradziec w Polsce już nie ma, wszyscy u ciebie.

Kiedy Maksymilian odszedł pod Kraków, Hołubek urządził pod Olkuszem zasadzkę na transport jego posiłków i pokonał jego osłonę w znacznej potyczce, ponadto czynił liczne podjazdy pod miejsca kwaterunku zwolenników arcyksięcia. Dowiedziawszy się o odstąpieniu Maksymiliana od stolicy, dołączył do głównych pościgowych. Brał udział w bitwie pod Byczyną, w której poległ na miejscu bitwy otrzymawszy postrzał z półhaka w głowę (według relacji Farensbacha – trzy postrzały w głowę), według innej wersji został ciężko ranny w bitwie pod Byczyną i zmarł wkrótce potem w Grębaninie.

## Upamiętnienie
W 1608 roku ks. Stanisław Grochowski opublikował Pieśń o Gabryelu Hołubku i jego dziełach rycerskich (Hołubek, albo dzieła rycerskie i śmierć nieśmiertelna jego). 

...

"Próżna to, Niemcy, namowa, 

Darmo tu zdradziec patrzacie, 

Już wszystkich u siebie macie".

...

Do wiersza ks. Stanisława Grochowskiego Hołubek,.. istnieje melodia wykonywana jako Pieśń o Gabryelu Hołubku i jego dziełach rycerskich w okolicach Baru, zanotowana przed 1939 r.; melodia oceniana na XIX w.

### Nagrobek
W Grębaninie – miejscu jego pochówku, przy kościele parafialnym znajduje się jego pomnik – obelisk – nagrobek z napisem – wierszem ks. Stanisława Grochowskiego:

Ja tu Hawryłko leżę,

Hołubkiem mnie zwano,

Zabitem pod Byczyną,

a tu mnie schowano.

Sowicie się swej krzywdy

Polacy pomścili

Mnie gołąbka pomściwszy

Orła ułapili.